# Індійський фастфуд
 Індустрія швидкого харчування в Індії розвивалася зі зміною способу життя молодого індійського населення. Різноманітність гастрономічних уподобань у регіонах, спадкових чи набутих, спричинила різні модулі по всій країні.
Багато з традиційних страв були адаптовані відповідно до нових закладів швидкого харчування. Основна адаптація полягає у зменшенні часу обробки та подачі. Наприклад, типова їжа, яку повинен був подавати постійно пильний офіціант, тепер пропонується як мініїжа через прилавок. У традиційному варіанті спочатку на підлогу або стіл клали тарілку або банановий лист. Потім кілька помічників чекали в їдальні, розносячи різні страви та доповнюючи, коли вони перебиралися в тарілку.
У версії фастфуду тарілку з різноманітними вареними овочами та карі разом із фіксованою кількістю рису та індійських коржів видають через прилавок за попередньо оплаченим купоном. Каррі та хліб варіюються залежно від регіону та місцевих уподобань. Більш дорогі можуть додати солодкість до поєднання. Доповнення зазвичай не пропонуються.

## Стилі
Зазвичай в одному приміщенні за різними прилавками подають страви різних кухонь. Наявність великої кількості вегетаріанського населення, яке уникає невегетаріанської їжі, призвело до появи закладів, де подають виключно вегетаріанську їжу швидкого приготування. Крім того, залежно від часу доби можуть подавати різні страви. У таких закладах також можна подавати такі напої, як кава, чай, безалкогольні напої та фруктові соки. Деякі торгові точки можуть додатково мати спеціально розроблені стійки для морозива, чаатів тощо.
Популярні формати фаст-фуду в Індії мають такі спільні риси:
- Широкий отвір на узбіччі
- Простий у догляді та довговічний декор
- Каса, де продаються купони на їжу
- Прилавок для доставки їжі, який незмінно покритий гранітом
- Додаткові стійки для морозива, чаатів, напоїв тощо.
- Добре обладнана кухня розташована так, щоб її було видно клієнтам
- Високі столи, як правило, з нержавіючої сталі, де можна їсти стоячи
- Фонтан з питною водою, прикрашений фільтром для води
- Нержавіючий і небиткий посуд

Більшість закладів швидкого харчування в Індії є окремими закладами, лише деякі з них мають більше однієї філії.

## Фудкорти
Ще одна концепція фастфуду, яка стає популярною, — фудкорти. Тут також потрібно придбати купони та забрати їжу з одного з кількох прилавків. Кожен із цих прилавків подає певний асортимент їжі та може належати різним особам або підприємствам громадського харчування. Фудкорти зазвичай розташовані в набагато більших приміщеннях і можуть передбачати місця для сидіння на додаток до стенда та місця для їжі. Як правило, один підприємець володіє або бере в оренду все приміщення і рекламує місце під одним ім'ям. Потім вони надають окремі місця різним незалежним операторам, щоб запропонувати різне меню. Внутрішню конкуренцію можна уникнути, не дозволяючи більш ніж одному прилавку пропонувати однакову їжу.
Кілька міжнародних мереж швидкого харчування, як-от Kentucky Fried Chicken, McDonald's і Barista Coffee, мають свої заклади у великих містах. Café Coffee Day, знову ж таки дітище бізнесмена з Бангалора, є єдиною індійською мережею, яка може похвалитися сотнями торгових точок і представлена по всій Індії. Але тоді його класифікують більше як кав'ярню, ніж заклад швидкого харчування.
Зараз в Індії з'явилися місцеві мережі та численні іноземні заклади швидкого харчування, що призвело до появи багатьох вебсайтів, які не лише обслуговують підібраний список продуктів харчування, ресторанів і відгуків, але й пропонують можливість забронювати та отримати його до порога.

## Пропоновані різноманітні страви
Тип тарифу, який вони пропонують на дату, може бути чим завгодно. Більше всього на меню впливають уподобання місцевого населення і розташування закладу. Деякі з популярних страв, які пропонують індійські заклади швидкого харчування:

### Західна Індія
- Вада пав — смажена у фритюрі картопля (вада), затиснута в булочці (пав)
- Місал пав — варена пророщена сочевиця та фарсан у пряній підливі
- Пав бгаджі — густе овочеве карі (бгаджі), що подається з м'якою булочкою (пав)
- Хаман — гуджаратська закуска, яку готують зі свіжого даалу або грамового борошна
- Самоса — смажена або запечена випічка з пікантною начинкою, що включає такі інгредієнти, як картопля, цибуля та горох із спеціями.
- Усал — махарастрійська страва з бобових, таких як горох, сочевиця, чорноока квасоля, маткі, мунг або гіацинтова квасоля.
- Хандві — Хандві
- Гатія — Бхаванагар гатія, гатія
- Джалебі — Kesar jalebi, Desi ghee jalebi
- Поха — Маса Поха, Канда поха, Усал поха
- Слойка — масала, сир
- Шагі тукда — солодкий хлібний пудинг
- Хліб Тіккі — гостра страва, приготована з хліба, картоплі та спецій.

### Південна Індія
- Ідлі — рис ідлі, рава ідлі
- Вада — Уддіна Вада, Рава Вада, Масала Вада, Мадур Вада
- Доса — Масала Доса, Сет Доса, Рава Доса
- Упма, Кесарібат
- Пулійогаре
- Понгал
- Вангібат
- Овочева Бонда
- Чаат
- Пурі

### Інші
- Суп Бонда
- Погай
- Бгаджі — банановий бгаджі, зелений чилі бгаджі
- Пакора — Пакора цибулева, Пакора овочева
- Тхалі — овочева, куряча, баранина
- Раджма рис
- Індійська китайська кухня
- Паста
- Гамбургер (курка, баранина, овоч)
- Обгортання та рулети
- Чаат
- Курка-гриль
- Самоса, котлети (наприклад, Раґда патіце), хліб пакора
- Дабелі
- Донер кебаб
- Дум бір'яні
- Фіш-енд-чипс
- Салати
- Фруктове пиво
- Мутар кульча
- Пао бгаджі
- Фарширована паратха
- Фруктовий салат
- Ідлі самбар
- Вада самбар
- Дахі вада
- Бгаджія
- Мініхарчування
- Чапаті і сабджі
- Коалча
- Момос

### Напої
- Кава
- Чай
- Лассі
- Фруктовий пунш
- Холодні напої
- Свіжий фруктовий сік
- Молочний коктейль
- Моктейлі
- Сік цукрової тростини
- Суп (гарячий напій)